# Congresso del Lesotho per la Democrazia
Il Congresso del Lesotho per la Democrazia (in inglese: Lesotho Congress for Democracy - LCD) è un partito politico lesothiano di orientamento panafricano e socialdemocratico fondato nel 1997 da Ntsu Mokhehle, già esponente del Partito del Congresso del Basutoland e Primo ministro.

## Risultati
| Elezione      | Voti    | %     | Seggi    |
| ------------- | ------- | ----- | -------- |
| Generali 2012 | 121.076 | 21,94 | 26 / 120 |
| Generali 2015 | 56.467  | 9,91  | 12 / 120 |
| Generali 2017 | 52.052  | 8,95  | 11 / 120 |